# Championnat de Pologne de football 1953
Navigation
Édition précédente Édition suivante
La saison 1953 du championnat de Pologne est la vingt-cinquième saison de l'histoire de la compétition. Cette édition a été remportée par l'Unia Chorzów pour la troisième fois consécutive, devant l'OWKS Cracovie.

## Les clubs participants
| Club              | Ville    |
| ----------------- | -------- |
| Budowlani Chorzów | Chorzów  |
| Budowlani Gdańsk  | Gdańsk   |
| Budowlani Opole   | Opole    |
| CWKS Varsovie     | Varsovie |
| Gornik Radlin     | Radlin   |
| Gwardia Cracovie  | Cracovie |
| Gwardia Varsovie  | Varsovie |
| Kolejarz Poznań   | Poznań   |
| Ogniwo Bytom      | Bytom    |
| Ogniwo Cracovie   | Cracovie |
| OWKS Cracovie     | Cracovie |
| Unia Chorzów      | Chorzów  |

## Compétition

### Classement
| Rang | Équipe               | Pts | J  | G  | N  | P  | Bp | Bc | Diff |
| ---- | -------------------- | --- | -- | -- | -- | -- | -- | -- | ---- |
| 1    | Unia Chorzów         | 38  | 22 | 17 | 4  | 1  | 51 | 14 | +37  |
| 2    | OWKS Cracovie        | 28  | 22 | 11 | 6  | 5  | 39 | 25 | +14  |
| 3    | Gwardia Cracovie     | 27  | 22 | 12 | 3  | 7  | 35 | 29 | +6   |
| 4    | Gwardia Varsovie (P) | 26  | 22 | 11 | 4  | 7  | 27 | 27 | 0    |
| 5    | CWKS Varsovie        | 23  | 22 | 8  | 7  | 7  | 37 | 31 | +6   |
| 6    | Ogniwo Bytom         | 23  | 22 | 10 | 3  | 9  | 33 | 29 | +4   |
| 7    | Kolejarz Poznań      | 18  | 22 | 4  | 10 | 8  | 22 | 29 | -7   |
| 8    | Górnik Radlin        | 18  | 22 | 6  | 6  | 10 | 27 | 38 | -11  |
| 9    | Budowlani Chorzów    | 18  | 22 | 7  | 4  | 11 | 31 | 46 | -15  |
| 10   | Ogniwo Cracovie      | 17  | 22 | 7  | 3  | 12 | 23 | 30 | -7   |
| 11   | Budowlani Opole (P)  | 16  | 22 | 4  | 8  | 10 | 25 | 38 | -13  |
| 12   | Budowlani Gdańsk     | 12  | 22 | 2  | 8  | 12 | 21 | 35 | -14  |

| Légende | Légende               |
| ------- | --------------------- |
|         | Champion de Pologne   |
|         | Relégation en II Liga |
|         | (P) : Promu           |

## Meilleurs buteurs
| # | Joueur                 | Équipe        | Buts |
| - | ---------------------- | ------------- | ---- |
| 1 | Gerard Cieślik         | Unia Chorzów  | 24   |
| 2 | Henryk Szymborski (pl) | CWKS Varsovie | 17   |
| 3 | Eugeniusz Piechaczek   | OWKS Cracovie | 16   |